# Fastboot
Fastboot és un protocol de comunicació que s'utilitza principalment amb dispositius Android. S'implementa en una eina d'interfície de línia d'ordres del mateix nom i com a mode del carregador d'arrencada dels dispositius Android. S'inclou amb el paquet Android SDK utilitzat principalment per modificar el sistema de fitxers flash mitjançant una connexió USB des d'un ordinador amfitrió. Requereix que el dispositiu s'iniciï en mode Fastboot. Si el mode està habilitat, acceptarà un conjunt específic d'ordres, enviades mitjançant transferències massives USB. Fastboot en alguns dispositius permet desbloquejar el carregador d'arrencada i, posteriorment, permet instal·lar una imatge de recuperació personalitzada i una ROM personalitzada al dispositiu. Fastboot no requereix que la depuració USB estigui habilitada al dispositiu. Per utilitzar fastboot, s'ha de mantenir una combinació específica de tecles durant l'arrencada.
No tots els dispositius Android tenen el fastboot habilitat, i els fabricants de dispositius Android poden triar si volen implementar fastboot o algun altre protocol.

## Tecles pressionades
Les tecles que s'han de prémer per a l'arrencada ràpida són diferents per a diversos venedors. Botó dret d'escaneig/acció dels dispositius zebra i símbol
- HTC, Google Pixel i Xiaomi: baixada d'alimentació i volum
- Sony: alimentació i pujada de volum
- Google Nexus: alimentació, pujar i baixar el volum

Als dispositius Samsung (excepte els dispositius Nexus S i Galaxy Nexus), s'ha de prémer l'encesa, la baixada de volum i l'inici per entrar al mode ODIN. Aquest és un protocol i una eina propietaris com a alternativa al fastboot. L'eina té una alternativa parcial.

## Ordres
Algunes de les ordres d'arrencada ràpida més utilitzades inclouen:
- flaix – reescriu una partició amb una imatge binària emmagatzemada a l'ordinador amfitrió.
- desbloqueig intermitent/desbloqueig OEM ***  – desbloqueja un carregador d'arrencada bloquejat OEM per flashejar ROM personalitzades/no signades. El *** és una clau de desbloqueig específica del dispositiu.
- bloqueig intermitent/bloqueig OEM ***  – bloqueja un carregador d'arrencada desbloquejat OEM.
- esborrar – esborra una partició específica.
- reiniciar – reinicia el dispositiu al sistema operatiu principal, a la partició de recuperació del sistema o al seu carregador d'arrencada.
- dispositius – mostra una llista de tots els dispositius (amb el número de sèrie) connectats a l'ordinador amfitrió.
- format – formata una partició específica; el sistema de fitxers de la partició ha de ser reconegut pel dispositiu.
- informació del dispositiu OEM – comprova l'estat del carregador d'arrencada.
- getvar tot – mostra tota la informació sobre el dispositiu (IMEI, versió del carregador d'arrencada, estat de la bateria, etc.).

## Implementacions
El protocol d'arrencada ràpida s'ha implementat al carregador d'arrencada d'Android anomenat ABOOT, el fork Little Kernel de Qualcomm, TianoCore EDK II, i Das U-Boot.